# 半径样板

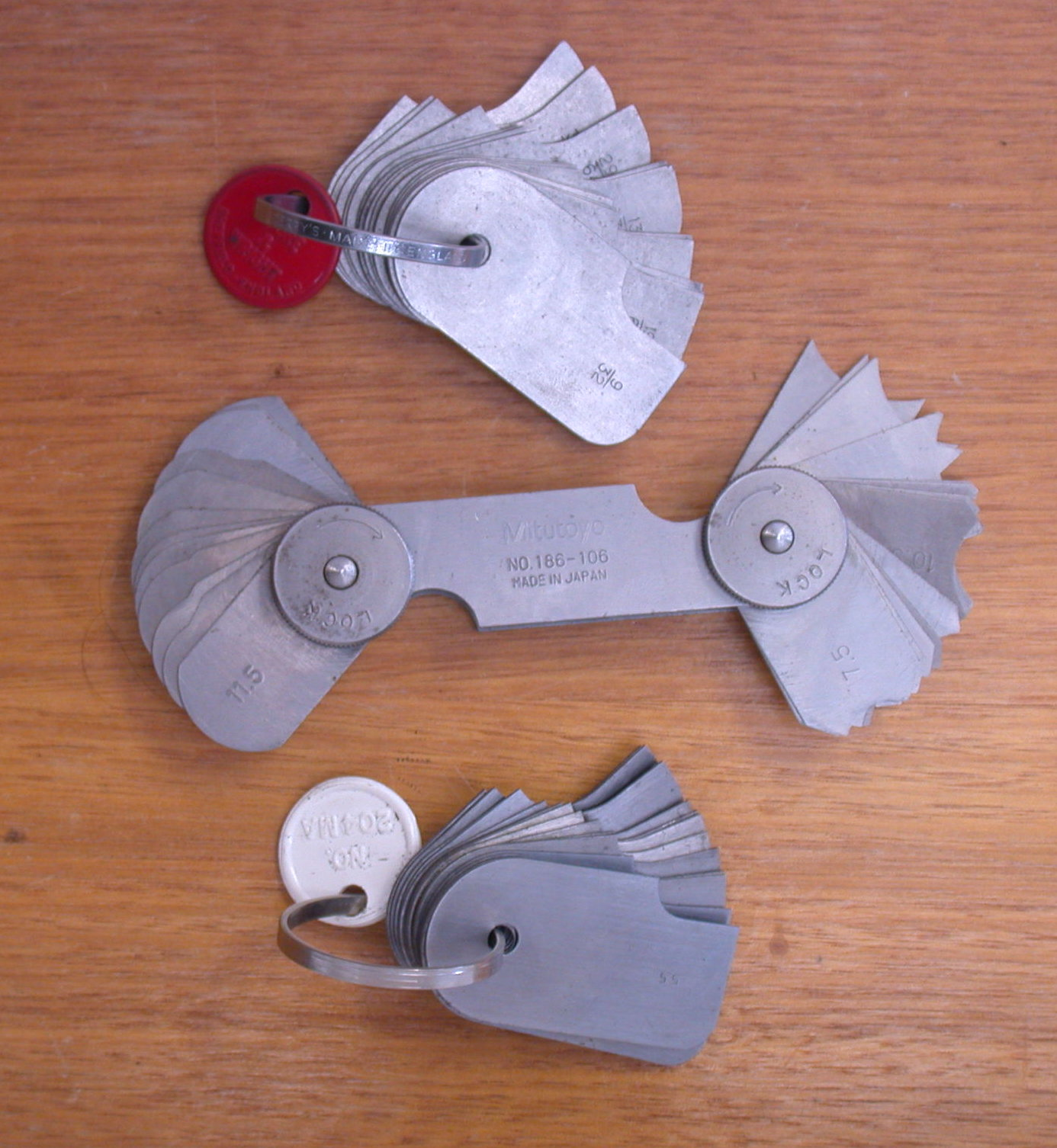

半径样板也称（R规、R半径规、半径规、弧度規），是一种带有一组准确内、外圆弧半径尺寸的薄板，用于检验圆弧半径的实物的量具，圆弧半径在 1 毫米 ～ 25 毫米的成组半径样板有凸形样板和凹形样板，用螺钉或铆钉钉在保护板两端。此外还规定半径样板的尺寸分为 1 ～ 6.5 毫米、7 ～ 14.5 毫米和 15 ～ 25 毫米三个组别。样板一般采用 45 钢或同等性能的冷轧带钢材料制作，硬度在170 HV ～ 230 HV 之间。